# Formica glacialis
Formica glacialis es una especie de hormiga del género Formica, familia Formicidae. Fue descrita científicamente por Wheeler en 1908.
Se distribuye por Canadá, Estados Unidos e Indonesia. Se ha encontrado a elevaciones de hasta 640 metros. Vive en microhábitats como nidos, montículos y la hojarasca.